# Françoise Arnoul
Pour les articles homonymes, voir Arnoul.
Françoise Gautsch, dite Françoise Arnoul, est une actrice française, née le 9 juin 1931 à Constantine (Algérie française) et morte le 20 juillet 2021 à Paris.
Les années 1950 constituent la période de gloire de l’actrice, où elle est une véritable star en France et participe à des films importants, dont French Cancan, de Jean Renoir, en 1955. Après 1960, sa carrière au cinéma est devenue plus confidentielle.

## Biographie

### Famille
Françoise Annette Marie Mathilde Gautsch et ses deux frères sont les enfants du général de brigade Charles Lionel Honoré Arnoul Gautsch (1882-1969),, un polytechnicien, à qui elle empruntera un prénom pour en faire son nom d'artiste.
Sa mère, Janine Gradwhol, d'origine juive, devenue femme au foyer après son mariage, avait auparavant suivi les cours d’art dramatique du conservatoire de Lyon et était apparue sous le nom de Jeanine Henry sur la scène du théâtre des Célestins aux côtés de Charles Vanel.

### Jeunesse et formation
Mme Gautsch incite très tôt sa fille à se former dans le domaine artistique : « Tu dois penser à l’art, la seule chose réellement belle. Si tu n’aimes pas le piano autant que moi, fais de la danse. »
Françoise est donc inscrite aux cours de danse à Rabat où son père est en poste au début de la Seconde Guerre mondiale. Vers l'âge de 7 ans, elle fait ses débuts sur les planches dans le rôle d'un papillon pour le Carnaval de Robert Schumann, dans un ballet donné au profit de la Croix-Rouge. Ce spectacle va aussi être présenté dans les grandes villes du Maroc.
Elle commence ses études secondaires au lycée de Casablanca, où la famille a déménagé. Elle continue ses cours de danse classique. C’est à cette époque qu’elle découvre le cinéma, ses magazines et ses stars, Shirley Temple, Errol Flynn ou Gary Cooper.
En 1945, Charles Gautsch reste au Maroc, retenu par ses obligations professionnelles, mais le reste de la famille rentre en France, s'installant un moment à Bagnères-de-Bigorre dans les Hautes-Pyrénées, puis dans le 16e arrondissement de Paris.
Françoise Gautsch entre au lycée Molière et partage sa passion naissante pour la composition française avec ses deux nouvelles amies : Yvonne Roussel, la sœur de Michèle Morgan (Simone Roussel), et Danièle Heymann, fille du réalisateur Claude Heymann et future journaliste. Les trois amies, entre le lycée et la lecture de Cinémonde, organisent de petites représentations entre elles, le goût de la déclamation leur ayant été inculqué par leur professeur de français.
Un jour, Yvonne Roussel obtient deux places pour assister, dans la loge de sa sœur Michèle Morgan au théâtre de l'Empire, à la projection de son dernier film, La Symphonie pastorale de Jean Delannoy (1946). C'est le premier contact de Françoise avec une star.
Quelque temps plus tard, devant cette même salle de L’Empire, elle est abordée par le réalisateur Marc Allégret qui recherche deux jeunes filles pour son prochain film, Les lauriers sont coupés. Elle est reçue par le jeune assistant d’Allégret, Roger Vadim, qui lui annonce que l’autre jeune fille, une certaine Brigitte Bardot, est déjà engagée ; mais finalement le film ne se fera pas.

### Débuts au cinéma
Ayant peu de goût pour les études, Françoise quitte le lycée en classe de seconde, déclarant à sa mère : « Je veux faire du cinéma. » Elle est inscrite aux cours d'art dramatique dispensés dans le IXe arrondissement par l'une des connaissances de sa mère, madame Bauer-Thérond. Elle y a pour condisciples Michel Drach, Roger Carel et Roger Hanin. Lors d’une audition au théâtre de la Potinière, elle signe un contrat avec l’agence artistique Besnard, qui compte déjà parmi ses jeunes acteurs Magali Noël et Renée Cosima.
Elle est pressentie par Robert Dhéry pour une pièce qu’il est en train de monter, Le Bouillant Achille de Paul Nivoix (1948), avec pour vedette Bourvil, mais le rôle est finalement confié à une autre débutante, Nicole Courcel.
Françoise fait une première figuration en 1948 dans Rendez-vous de juillet de Jacques Becker, où Nicole Courcel tient l'un des rôles principaux.

### L'apogée des années 1950

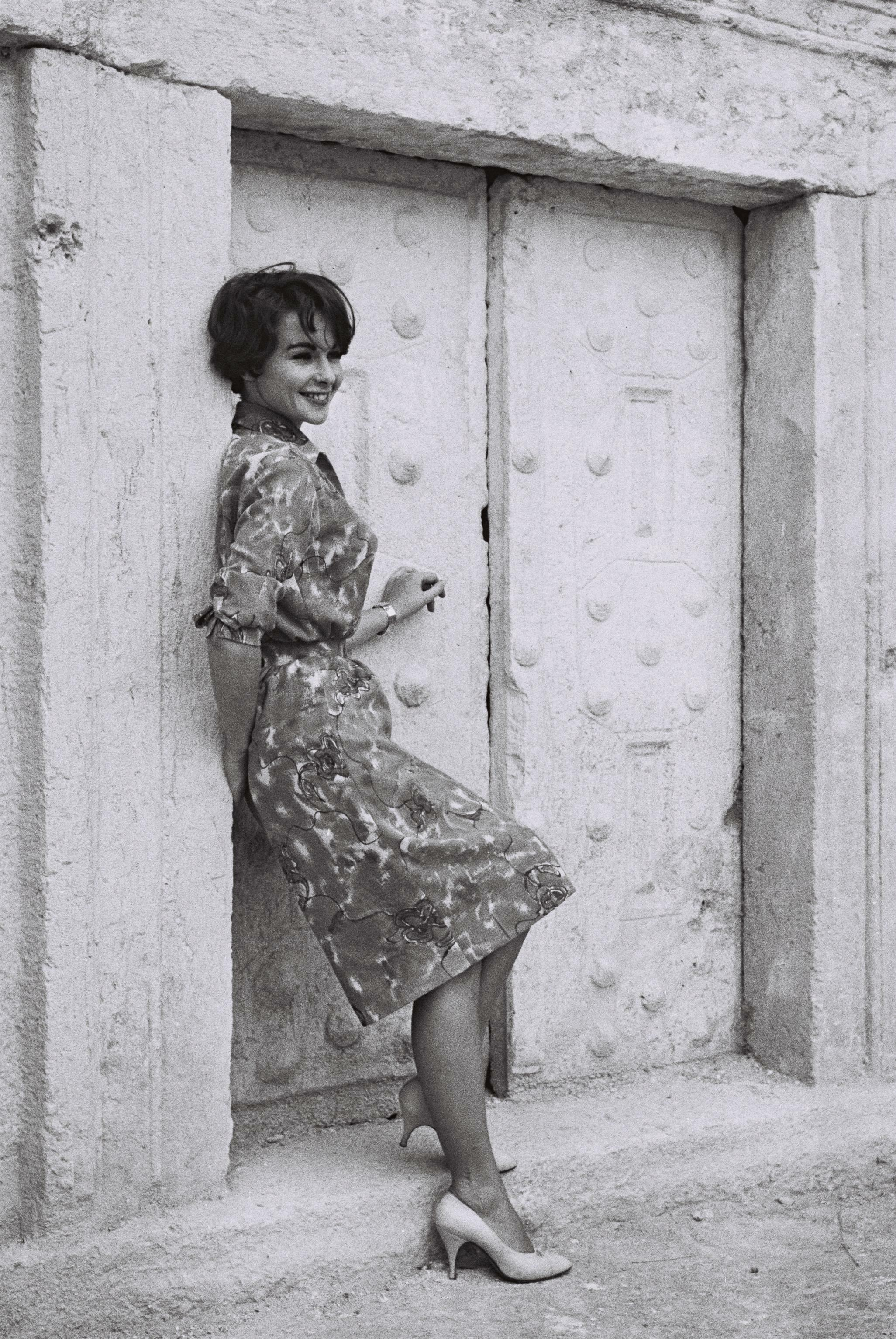
Françoise Arnoul à Beït-Shéarim en 1958.

Allant sur ses 18 ans, elle est engagée par Willy Rozier qui lui confie son premier grand rôle dans L'Épave (1949). Elle est « Perrucha », un rôle qui, avec quelques scènes déshabillées, lance le personnage de Françoise Arnoul. Elle expliquera ultérieurement que plusieurs plans  de ce film étaient truqués : mineure à l’époque, elle était contrainte par la loi de se faire doubler pour les plans les plus osés.
Même si elle joue quelquefois des rôles légers, comme dans Nous irons à Paris (1950) ou de midinette comme dans French Cancan (1954), elle incarne le plus souvent des personnages peu conventionnels, troubles et destructeurs, voire pervers : Le Fruit défendu (1952), La Rage au corps (1954), et la série des films d’Henri Decoin, La Chatte (1958-1960), où son visage félin d’espionne perdue séduit les spectateurs. Plus que Brigitte Bardot dont le succès l'a en partie éclipsé dans cette période, elle incarne des personnages souvent énigmatiques. Elle dit à Vadim sur le plateau de Sait-on jamais… (1957) : « Si tu cherches Brigitte à travers moi, tu ne la trouveras pas. Elle n’est pas moi, je ne suis pas elle ! ». Avec ce film et avec celui de Pierre Kast, La Morte-Saison des amours (1960), elle a l’occasion de montrer ses talents.
Dans les années 1950, elle travaille sous la direction de Carlo Rim, Henri Decoin, Henri Verneuil, Pierre Billon, Georges Lacombe, Pierre Chenal et figure dans un film de Sacha Guitry : Si Paris nous était conté ; par contre, la scène qu'elle a tournée pour son Napoléon a été coupée au montage.
Elle connaît ses premiers vrais triomphes d'actrice à partir de 1955, face à Jean Gabin dans Des gens sans importance d'Henri Verneuil et French Cancan de Jean Renoir. Elle fait un caméo dans En effeuillant la marguerite de Marc Allégret, dont Brigitte Bardot, à la veille de l'explosion mondiale de sa notoriété, est la vedette, et trouve un de ses plus beaux rôles aux côtés de Robert Hossein dans Sait-on jamais… de Roger Vadim, dont l'action se déroule à Venise, sous la neige, au son du Modern Jazz Quartet. Elle s'épanouit aussi, entre Bernard Blier et Roger Hanin dans le diptyque La Chatte et La Chatte sort ses griffes, mis en scène par Henri Decoin, et son imperméable noir entre dans la mythologie du cinéma de cette époque.
Cette décennie brillante s'achève avec Le Chemin des écoliers de Michel Boisrond, adaptation de Marcel Aymé par Jean Aurenche et Pierre Bost, où elle joue la maîtresse d'Alain Delon, star naissante.

### Semi-confidentialité
La carrière de Françoise Arnoul marque le pas durant la décennie suivante. À quelques exceptions près, les films qu'elle tourne ne lui offrent que des rôles conventionnels. Cependant la maturité lui offre l’occasion de diversifier ses emplois au cinéma et à la télévision, mais elle ne tient plus le premier rôle.
Dans les années 1960, elle tourne plusieurs films de Pierre Kast, Lucky Jo de Michel Deville (1964), Le Dimanche de la vie de Jean Herman (1965), où elle retrouve Danielle Darrieux. Elle tourne ensuite un sketch de Julien Duvivier pour Le Diable et les Dix Commandements, où elle rivalise avec Micheline Presle auprès de Claude Dauphin et de l'Américain Mel Ferrer, puis la production internationale Le Congrès s'amuse, avec Curd Jürgens en tsar Alexandre Ier de Russie, Lilli Palmer et Paul Meurisse. Elle effectue aussi des caméos non crédités dans Le Testament d'Orphée de Jean Cocteau et Compartiment tueurs du jeune Costa-Gavras. En 1970, elle retrouve Jean Renoir pour le sketch Le Roi d'Yvetot, avec Fernand Sardou et Jean Carmet, du très beau dernier Renoir, Le Petit Théâtre de Jean Renoir, diffusé à la télévision.
En 1974, Françoise Arnoul retrouve son vieux complice Daniel Gélin dans Dialogue d'exilés de Raoul Ruiz, puis elle interprète la mère d'Isabelle Adjani dans Violette et François de Jacques Rouffio (1977), et apparaît dans Dernière Sortie avant Roissy de son compagnon Bernard Paul. En 1984, le thriller Ronde de nuit de Jean-Claude Missiaen (1984), où elle joue la journaliste, connaît le succès. Depuis, Guy Gilles, Jean Marbœuf, Brigitte Roüan et Claude Faraldo ont su mettre en valeur une comédienne exigeante et discrète. En 1992, elle incarne l'épouse de Charles Aznavour dans Les Années campagne de Philippe Leriche, et en 2011 elle tient l’un des premiers rôles de Beau rivage de Julien Donada. Elle revient au cinéma en 2016, dans un film de Paul Vecchiali (rôle de Mimi dans Le Cancre).
À la télévision, sa carrière semble au diapason : après Carlo Rim et Michel Drach dans les années 1960, elle travaille avec Serge Moati, Guy Gilles, Pierre Kast, Bernard Queysanne, Pierre Tchernia, Jean Marbœuf, dans des adaptations littéraires notamment (Maupassant, Marcel Aymé de nouveau, Exbrayat, L'Herbe rouge avec Jean Sorel, Jean-Pierre Léaud et Jean-Claude Brialy d'après Vian, Un garçon de France d'après un roman de Pascal Sevran), voire des scénarios originaux d'Éric-Emmanuel Schmitt (Temps de chien) ou Jacques Dacqmine ; dans ce parcours sans réelle surprise, sinon relatives (ses rencontres avec Jany Holt et Gérard Klein), elle tient des emplois de mère comme dans L'Automate de Jean-François Claire (1981) et elle joue la vieille femme vengeresse de L'Étrange Histoire d'Émilie Albert de Claude Boissol (1988). Enfin les téléspectateurs l'aperçoivent de loin en loin dans Les Cinq Dernières Minutes et L'Instit (1998). En 2007, elle s'illustre dans Le Voyageur de la Toussaint, adaptation du roman éponyme de Georges Simenon.

### Vie privée
Françoise Arnoul fait la connaissance de Georges Cravenne (1914-2009) en 1954 sur le tournage de French Cancan. Ils se marient en 1956 et divorcent en 1964.
Elle rencontre le cinéaste Bernard Paul en 1964 sur le tournage de Compartiment tueurs de Costa-Gavras et devient sa compagne jusqu’à la mort du réalisateur en 1980.
Pour lui, elle met sa carrière en sommeil afin de l’assister dans le tournage de ses premiers films. Avec Marina Vlady, ils créent en 1968 la société de production « Francina » qui va notamment financer les trois longs métrages de Bernard Paul : Le Temps de vivre (1969), Beau Masque (1972) d’après le roman éponyme de Roger Vailland et Dernière Sortie avant Roissy (1977), filmé à Sarcelles. Ces trois films, salués par la critique, n'ont connu qu'un faible succès en salle.

### Mort
Françoise Arnoul meurt le 20 juillet 2021 dans un hôpital parisien à l'âge de 90 ans des suites d'une longue maladie,,. Ses obsèques ont lieu le 26 juillet au crématorium du cimetière du Père-Lachaise, en présence de son ami Hervé Vilard. Ses cendres sont ensuite inhumées dans le caveau familial maternel du cimetière du Montparnasse (division 24).

### Engagements
En 1973 et 1979, elle signe des appels en faveur des listes et candidats communistes aux élections législatives.

## Filmographie

### Cinéma
- 1949 : Rendez-vous de juillet de Jacques Becker : figuration ou scène coupée au montage (non créditée)
- 1949 : L'Épave (Fille de la nuit) de Willy Rozier : Perrucha
- 1950 : Quai de Grenelle d'Emil-Edwin Reinert : Simone
- 1950 : Nous irons à Paris de Jean Boyer : Micheline Grosbois
- 1951 : La Rose rouge de Marcello Pagliero : Martine, une fille de la troupe théâtrale
- 1951 : Mon ami le cambrioleur d’Henri Lepage : Rosita
- 1951 : La Plus Belle Fille du monde de Christian Stengel : Françoise
- 1951 : Mammy de Jean Stelli : Marthe Roux
- 1951 : La Maison Bonnadieu de Carlo Rim : Louisette
- 1952 : La Forêt de l'adieu (Soir de noces) de Ralph Habib : Christine
- 1952 : Le Désir et l'Amour d’Henri Decoin : Françoise, la script-girl
- 1952 : Le Fruit défendu d’Henri Verneuil : Martine Englebert, l'entraîneuse
- 1952 : Adieu Paris de Claude Heymann : Françoise
- 1953 : Les Amants de Tolède d’Henri Decoin : Sancha
- 1953 : Dortoir des grandes d’Henri Decoin : Aimée de La Capelle
- 1953 : Les Compagnes de la nuit de Ralph Habib : Olga Viterbo
- 1954 : Orage (Delirio) de Pierre Billon et Giorgio Capitani : Françoise
- 1954 : La Rage au corps de Ralph Habib : Clara
- 1954 : Secrets d'alcôve, sketch Riviera-Express de Ralph Habib : Martine
- 1954 : Le Mouton à cinq pattes d’Henri Verneuil : Marianne Durand-Perrin
- 1955 : Si Paris nous était conté de Sacha Guitry : la duchesse de Bassano
- 1955 : Les Amants du Tage d’Henri Verneuil : Kathleen Dinver
- 1955 : Napoléon de Sacha Guitry : une fille du Palais-Royal (scène coupée au montage)
- 1955 : French Cancan de Jean Renoir : Nini, blanchisseuse et danseuse
- 1956 : Paris, Palace Hôtel d’Henri Verneuil : Françoise Noblet
- 1956 : Des gens sans importance d’Henri Verneuil : Clotilde Brachet
- 1956 : Le Pays d'où je viens de Marcel Carné : Marinette Ardoin
- 1956 : En effeuillant la marguerite de Marc Allégret : elle-même (apparition dans le night-club)
- 1957 : Sait-on jamais… de Roger Vadim : Sophie
- 1957 : C'est arrivé à 36 chandelles d'Henri Diamant-Berger : elle-même
- 1958 : La Chatte d’Henri Decoin : Suzanne Ménessier dite « Cora »
- 1958 : Thérèse Étienne de Denys de La Patellière : Thérèse Étienne Muller
- 1958 : Cargaison blanche de Georges Lacombe : Françoise
- 1959 : Asphalte d’Hervé Bromberger : Nicole
- 1959 : La Bête à l'affût de Pierre Chenal : Élisabeth Vermont
- 1959 : Le Chemin des écoliers de Michel Boisrond : Yvette
- 1960 : La Morte-Saison des amours de Pierre Kast : Geneviève
- 1960 : Le Bal des espions de Michel Clément : Olivia
- 1960 : La Chatte sort ses griffes d’Henri Decoin : Suzanne Ménessier dite « Cora »
- 1962 : Les Parisiennes, sketch Françoise de Claude Barma : Françoise
- 1962 : Le Diable et les Dix Commandements, sketch Tu ne convoiteras point / Luxurieux point ne seras de Julien Duvivier : Françoise Beaufort
- 1963 : Vacances portugaises (Les Égarements) de Pierre Kast : Mathilde
- 1964 : Lucky Jo de Michel Deville : Mimi
- 1964 : À couteaux tirés de Charles Gérard : Lucie Antonini
- 1965 : Compartiment tueurs de Costa-Gavras : une élève à l'école vétérinaire (non créditée)
- 1966 : Le congrès s'amuse (Der Kongreß amüsiert sich) de Géza von Radványi : la comtesse Kopinskaïa
- 1967 : Le Dimanche de la vie de Jean Herman : Chantal Brélugat
- 1969 : Le Petit Théâtre de Jean Renoir de Jean Renoir : Mme Duvallier
- 1971 : Des Espagnoles à Paris (Españolas en París) de Roberto Bodegas : Mme Lemonier
- 1971 : La Première Année (El primer año), documentaire de Patricio Guzmán : voix off
- 1974 : Dialogue d'exilés (Diálogo de exilados) de Raoul Ruiz
- 1975 : L'Indice de la quinzaine court métrage de Jean-Marie Richard
- 1977 : Black-Out de Philippe Mordacq (inédit) : Mme Haris
- 1977 : Violette et François de Jacques Rouffio : Cécile, la mère de Violette
- 1977 : Dernière Sortie avant Roissy de Bernard Paul : Nicole, la femme de Marlys
- 1979 : Bobo Jacco de Walter Bal : la mère de Lise
- 1984 : Ronde de nuit de Jean-Claude Missiaen : Diane Castelain
- 1986 : La Mouche, court métrage de Guy Bazile
- 1987 : Nuit docile de Guy Gilles : Madeleine Guéry
- 1989 : Voir l'éléphant de Jean Marbœuf : Augusta
- 1992 : Les Années campagne de Philippe Leriche : la grand-mère
- 1992 : Dimanche à Aix, court métrage de François Chayé
- 1995 : Les Cent et Une Nuits de Simon Cinéma, d'Agnès Varda : scènes coupées au montage
- 1996 : Temps de chien de Jean Marbœuf : Rosa Bellefeuille
- 1997 : Post coïtum animal triste de Brigitte Roüan : Madame LePluche
- 2000 : Photo de famille de Xavier Barthélemy
- 2000 : Merci pour le geste de Claude Faraldo : Élisabeth
- 2012 : Beau Rivage de Julien Donada : Marie-Hélène
- 2016 : Le Cancre de Paul Vecchiali : Mimi

### Télévision
- 1961 : Les Tombales, téléfilm de Carlo Rim
- 1965 : Le train bleu s'arrête 13 fois, série télévisée, épisode Paris : Signal d'alarme de Michel Drach : Josiane
- 1965 : La Guêpe, téléfilm de François Leterrier : Monique
- 1970 : Le Petit Théâtre de Jean Renoir, téléfilm, sketch Le Roi d'Yvetot : Isabelle Duvallier
- 1972 : Pas de frontières pour l'inspecteur : Le Milieu n'est pas tendre (Van der Valk und das Mädchen), téléfilm de Peter Zadek : Solange de Winter
- 1974 : La Mort d'un enfant, téléfilm de Jean-Louis Muller : Denise
- 1975 : L'Appel de l'or (Lockruf des Goldes), série télévisée, épisodes Le Filon blanc (Alaska Kid) et L'Homme du Yukon, réalisations de Sergiu Nicolaescu et Wolfgang Staudte : Cad Wilson
- 1975 : Le Passager clandestin, téléfilm de Colette Djidou : Tante Manu
- 1978 : L'inspecteur mène l'enquête, série télévisée, épisode L'Usine de la peur de Luc Godevais et François Chatel
- 1981 : L'Automate, téléfilm de Jean-François Claire : Andrée
- 1981 : Les Héritiers, série télévisée, épisode Les Brus de Juan Buñuel
- 1981 : Messieurs les jurés, série télévisée, épisode L’Affaire Bernay de Jacques Krier : Monique Alain
- 1981 : Mon enfant, ma mère, téléfilm de Serge Moati : Ginette
- 1982 : Mon meilleur Noël, série télévisée, épisode Madame Bidou de Bernard Maigrot : Mme Bidou
- 1982 : Vivre ma vie, téléfilm de Georges Ferraro : Mme Vincent
- 1982 : L’amour s'invente, téléfilm de Didier Decoin : Mme Huntzinger
- 1984 : Souvenirs d'un amnésique, téléfilm de Philippe Laïk
- 1985 : Un garçon de France, téléfilm de Guy Gilles : Mado
- 1985 : L'Herbe rouge, téléfilm de Pierre Kast et Maurice Dugowson : Héloïse
- 1987 : Calibre, le petit hebdo du polar, téléfilm de Jean Mailland
- 1988 : La Garçonne, téléfilm d'Étienne Périer : Mme L'Herbier
- 1989 : V comme vengeance, série télévisée, épisode L’Étrange histoire d'Émilie Albert de Claude Boissol : Émilie Albert
- 1991 : V comme vengeance, série télévisée, épisode Plagiat et meurtre de Bernard Queysanne : Françoise Corbara
- 1991 : Héloïse, téléfilm de Pierre Tchernia : Denise
- 1994 : Les Cinq Dernières Minutes, série télévisée, épisode Fin de bail de Jean-Jacques Kahn : Florence
- 1996 : Billard à l'étage, téléfilm de Jean Marbœuf : Violette
- 1997 : Une patronne de charme, téléfilm de Bernard Uzan : Corinne Moustier
- 1998 : L'Alambic, téléfilm de Jean Marbœuf : Marguerite
- 1998 : L'Instit, série télévisée, épisode Menteur : Hélène Lachesnay
- 1999 : Duval - épisode 1 : Secrets d'outre-tombe :  Émilienne
- 2001 : Duval - épisode 2 : Un mort de trop de Daniel Losset : Émilienne
- 2005 : Le Voyageur de la Toussaint, téléfilm de Philippe Laïk : Mme Riquet

## Théâtre
- 1966 : Les Justes d'Albert Camus, mise en scène Pierre Franck, Théâtre des Célestins

## Influence
- Françoise Arnoul a inspiré le personnage de Françoise Arnoul/Cyborg 003 dans le manga Cyborg 009 de Shōtarō Ishinomori.

## Distinctions

### Décoration
- Commandeur de l'ordre des Arts et des Lettres. Françoise Arnoul est élevée au grade de commandeur lors de la promotion du 20 avril 1995[14].

## Publication
- Françoise Arnoul avec Jean-Louis Mingalon, Animal doué de bonheur, Éditions Belfond, Paris, 1995  (ISBN 2714432441).